# 日下三蔵
日下 三蔵（くさか さんぞう、1968年2月21日 - ）は、ミステリ・SF研究家、アンソロジスト、フリー編集者。本名は溝畑康史。日本推理作家協会、本格ミステリ作家クラブ各会員。日本SF作家クラブ会員。

## 概要
1968年、神奈川県生まれ。横須賀市育ちで小学校の同級生に漫画家の久米田康治がいた。栄光学園高等学校卒業。レビュアーの風野春樹は高校の同級生。
専修大学文学部卒業。ワセダミステリクラブOB。出版芸術社勤務時代に「ふしぎ文学館」シリーズを企画・担当。1998年からフリー編集者、評論家として活動する。『天城一の密室犯罪学教程』で第5回本格ミステリ大賞（評論・研究部門）を受賞。
出版芸術社時代に担当した、小森健太朗『ネメシスの哄笑』（1996年）の作中に、本名で探偵役として登場している。翌1997年の小森作品『眠れぬイヴの夢』（トクマ・ノベルズ）にも登場した。
2008年から2019年まで大森望との共編で《年刊日本SF傑作選》（創元SF文庫）を編纂していた。またその関連企画として2009年に創設された創元SF短編賞の選考委員を大森と共に務めている。2016年度から2018年度まで日本SF大賞選考委員。 2020年度も草上仁の代理で、日本SF大賞選考委員。
2019年、聞き手・編集を担当した『筒井康隆、自作を語る』で第50回星雲賞（ノンフィクション部門）受賞。2020年、大森望と共編の『年刊日本SF傑作選』が第40回日本SF大賞特別賞を受賞。
山田風太郎をはじめとする「昭和のミステリ、SFの黄金時代の作品の復刻活動」仕掛け人の一人。また、アニメ・特撮ソングの研究家という一面も持つ。表現の自由を重んじており、自身のXアカウントにおいて反表現規制及び女性の人権に関する過剰な主張に対する警鐘を鳴らす意図の論陣を張っている。

## 主な編書
- 木々高太郎『光とその影・決闘』（講談社大衆文学館、1997年）
- 『山田風太郎奇想コレクション』（ハルキ文庫、全5巻、1997年）
- 『江戸川乱歩全短編』（ちくま文庫、全3巻）
- 『乱歩の幻影』（ちくま文庫、1999年9月、ISBN 4480035052）
- 皆川博子『鳥少年』（徳間書店、1999年、のち創元推理文庫）
- 筒井康隆『細菌人間』（出版芸術社、2000年）
- 『山田風太郎コレクション』（出版芸術社、全3巻）
- 『怪奇探偵小説傑作選』（ちくま文庫、全5巻）
- 『山田風太郎ミステリー傑作選』（光文社文庫、全10巻）
- 『本格ミステリコレクション』（河出文庫、全6巻）
- 『皆川博子作品精華 伝奇時代小説編』（白泉社、2001年12月、ISBN 4592750063）
- 『怪奇探偵小説名作選』（ちくま文庫、全10巻）
- 『日影丈吉全集』（国書刊行会、全8巻）
- 『山田風太郎妖異小説コレクション』（徳間文庫、全4巻）
- 『山田風太郎忍法帖短篇全集』（ちくま文庫、全12巻）
- 『天城一の密室犯罪学教程』（日本評論社、2004年5月、ISBN 4535583811）
- 『天城一傑作集2 島崎警部のアリバイ事件簿』（日本評論社、2005年6月、ISBN 4535584265）
- 『天城一傑作集3 宿命は待つことができる』（日本評論社、2006年8月、ISBN 978-4535584730）
- 『都筑道夫恐怖短篇集成』（ちくま文庫、全3巻）
- 『都筑道夫少年小説コレクション』（本の雑誌社、全6巻）
- 戸板康二『中村雅楽探偵全集』（創元推理文庫、全5巻）
- 日本SF全集（出版芸術社、全6巻）
- 『年刊日本SF傑作選』（創元SF文庫、大森望と共編、2008年から刊行開始）
- 『日本SF短編50』（ハヤカワ文庫、全5巻、北原尚彦・山岸真・星敬と共編）
- 『仁木悦子少年小説コレクション』（論創社、全3巻）
- 『皆川博子コレクション』全10巻、出版芸術社、2013-17
- 『江戸川乱歩名作選』（新潮文庫、2016年6月、ISBN 978-4101149028）
- 『日本SF傑作選』（ハヤカワ文庫JA、全6巻）
  - 『日本SF傑作選1 筒井康隆 マグロマル／トラブル』ISBN 9784150312893（2017年8月）
  - 『日本SF傑作選2 小松左京 神への長い道／継ぐのは誰か？』ISBN 9784150312978（2017年10月）
  - 『日本SF傑作選3 眉村卓 下級アイデアマン／還らざる空』ISBN 9784150313081（2017年12月）
  - 『日本SF傑作選4 平井和正 虎は目覚める／サイボーグ・ブルー』ISBN 9784150313173（2018年2月）
  - 『日本SF傑作選5 光瀬龍 スペースマン／東キャナル文書』ISBN 9784150313258（2018年4月）
  - 『日本SF傑作選6 半村良 わがふるさとは黄泉の国／戦国自衛隊』ISBN 9784150313326（2018年6月）
- 『筒井康隆、自作を語る』（早川書房、2018年9月、ISBN 978-4152097989）
- 『皆川博子長篇推理コレクション』全4巻、柏書房、2020-21年
- 『日本ハードボイルド全集』（創元推理文庫、全7巻、2021年4月 - 2023年9月） - 共編：北上次郎、杉江松恋
ほか多数

## 著書
- 『越境する本格ミステリ 映画・TV・漫画・ゲームに潜む本格を探せ!』小山正共著（2003年4月、扶桑社） ISBN 4594039499
- 『日本SF全集・総解説』（2007年11月、早川書房） ISBN 978-4152088765
- 『ミステリ交差点』（2008年8月、本の雑誌社） ISBN 978-4860110840
- 『断捨離血風録　3年で蔵書2万5千冊を減らす方法』（2025年5月、本の雑誌社） ISBN 978-4860116002
約40年間で集めた蔵書の処分ルポ、巻末に関係者座談会
姉妹編：小山力也『古本屋ツアー・イン・日下三蔵邸』（2025年5月、本の雑誌社）